# Antiblemma calida
Antiblemma calida là một loài bướm đêm thuộc họ Erebidae. Nó là loài đặc hữu của Jamaica.